# Asplenium wojaense
Asplenium wojaense är en svartbräkenväxtart som beskrevs av S.Jess. Asplenium wojaense ingår i släktet Asplenium och familjen Aspleniaceae. Inga underarter finns listade.